# SEAT 128
El SEAT 128 3p es un coupé deportivo de tres puertas que fue producido por la marca española SEAT bajo licencia de Fiat en Barcelona, desde 1976 hasta 1979. Estaba basado en el Fiat 128 Berlinetta 3p (Sport), con el que compartía carrocería. SEAT usó el "3P" como publicidad: y coche con tres puertas y con triple personalidad: deportivo, berlina, break.

## Historia

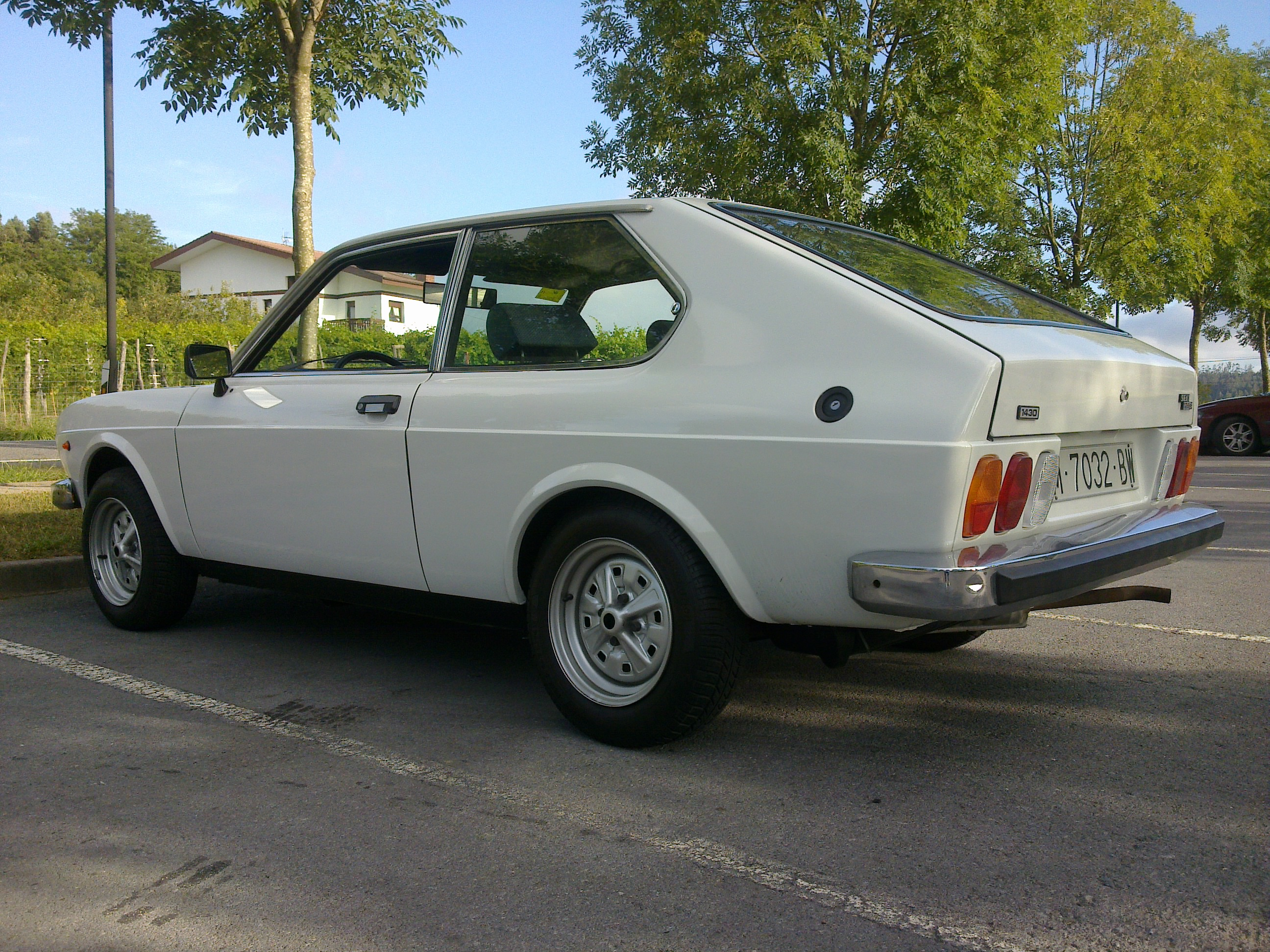
Lateral tres cuartos trasera del SEAT 128.

La comercialización por parte de SEAT del 128 es algo que puede parecer sorprendente, incluso a día de hoy. Se podría pensar que no era muy razonable habida cuenta del reciente lanzamiento del "1200 Sport" apenas un año antes y dados sus similares segmentos y características. Es indudable que ambos modelos se canibalizaron entre sí.
Los motivos de SEAT para comercializar el 128 3p. hay que buscarlos fuera de nuestras fronteras. SEAT ya no sólo fabricaba automóviles FIAT bajo licencia, había evolucionado, había desarrollado la capacidad de "adecuar" los modelos italianos a las necesidades y gustos españoles, con los SEAT 1400C, SEAT 800 y SEAT 850 4 puertas como muestra. Esta evolución, continuó abriendo mercado fuera de nuestras fronteras, con números nada despreciables.
El desarrollo del SEAT 133 supuso otro hito, obteniendo numerosas y favorables críticas aun siendo un modelo desfasado y periclitado. La creación del "1200 Sport" supuso el gran espaldarazo a la imagen internacional de SEAT.
Los acuerdos de exportación entre SEAT y FIAT, permitían comercializar los productos españoles fuera de España a través de la red FIAT e incluso bajo su marca. Esto se hacía con coches específicos de SEAT como los 133 o también, los 127 4 puertas sin equivalente FIAT, que fueron todo un éxito sobre todo entre los taxistas italianos, causando una muy elevada demanda del mismo.
Así las cosas, en julio de 1976, SEAT y FIAT acuerdan vender en Italia el "FIAT 127 4p" cuyos elementos eran enviados desde España al país transalpino, y en contrapartida, SEAT debía producir el 128 en su versión "Berlinetta 3p".
La primera tanda para montar 10.000 "Berlinettas" arriba a España en octubre de 1976, iniciando la fabricación en noviembre de 1976 hasta cesar las ventas en 1981, año en que solo se matricularon algunas unidades sueltas. 
La llegada del 128 supuso además, el acceso de SEAT a una nueva transmisión, mejor y más robusta para adaptar los motores "124" y "1430" de varillas y balancines a la disposición delantera transversal de estos coches, (anteriormente ya fueron instalados en el vano motor de los Autobianchi Primula y A111). Este nuevo tipo de transmisión creado para el 128 3p. fue adoptada también en los SEAT 1200 Sport para dar lugar al nacimiento de su coetáneo el SEAT Sport, en sus dos versiones de 1200 y 1430  cm³, dejando a un lado la delicada y frágil caja derivada de la que montaban los 127, siendo este un coche más pequeño y exclusivo y también absurdamente caro en aquel entonces, con una difusión incluso menor que el SEAT 128 3p, que ofrecía una carrocería cupé con mayor funcionalidad, gracias a una longitud 165 mm mayor y una tercera puerta. La motorización era la misma que las empleadas en una gran parte de los modelos fabricados por SEAT en la época, los veteranos cuatro cilindros de árbol de levas lateral creados por Aurelio Lampredi, en sus dos variantes de 1.197 y 1.438 cm³. 
Estos motores ya estaban en desuso en Fiat, quien había optado por las nuevas motorizaciones SOHC (árbol de levas en cabeza) para estos coches, pero SEAT los aprovechó sacándoles un provecho infinito, usando estos motores de origen Lampredi desde la salida al mercado del SEAT 124 (1968) hasta bien entrados los años 1980, cuando se fueron sustituyendo paulatinamente en los SEAT Ronda por los denominados "System Porsche"
El coche no obtuvo un desmesurado éxito comercial, principalmente por su elevado precio y un equipamiento exiguo; por una suma inferior se podía adquirir, por ejemplo, un SEAT 124-D Especial 1430, que era una berlina de buen rendimiento y excelente habitabilidad, frente al 128-3p que era un pequeño pseudo-deportivo de capricho. O también polivalentes más económicos, como el SEAT 127. Una de las características externas más destacables del 128-3p fueron sus grupos ópticos posteriores, divididos en tres zonas independientes de perfil aproximadamente hexagonal.
El SEAT 128-3p se comercializó en versión única con dos motorizaciones a elegir; las de 1.197 cm³ y 1.438 cm³ , con un rendimiento de 67 HP (DIN) y 77 HP (DIN), respectivamente.
Las primeras unidades ensambladas en la cadena de montaje que compartieron con el SEAT 133 en la factoría de la Zona Franca de Barcelona, carecían de intermitentes simultáneos de emergencia, reposacabezas y cinturones de seguridad de inercia, siendo estos fijos. Posteriormente se fueron introduciendo estas novedades y algún pequeño cambio casi insignificante en la carrocería, las primeras unidades tenían una pequeña visera de chapa recubriendo la curva trasera superior de las ventanillas laterales traseras, después se eliminó.
Los colores disponibles eran Rojo Rallye 171, Blanco SEAT 233, Verde Marina 308, Azul oscuro 456, Beige Sáhara 564, y en las últimas unidades, también estuvieron disponibles el Beige S´Agaró 580, el Rojo Óxido, y el Verde Galicia 380. Estaban disponibles dos colores de tapicería según el tono de la pintura: azul y marrón. El color Azul era para los colores Blanco y Azul oscuro, mientras que el marrón equipaba el resto de colores.

### Ediciones especiales
- SEAT 128 Sport

Esta versión contaba con el mismo equipamiento, llantas, elementos cromados y motorizaciones, lo único que lo diferencia del resto de la gama es que contaba con una decoración de carrocería con vinilos que rodeaban todo el vehículo y en los laterales ponía 128 Sport. Después de este llegarían los 128 Sport 1.100 con algunas diferencias.   
- SEAT 128 Sport 1.100

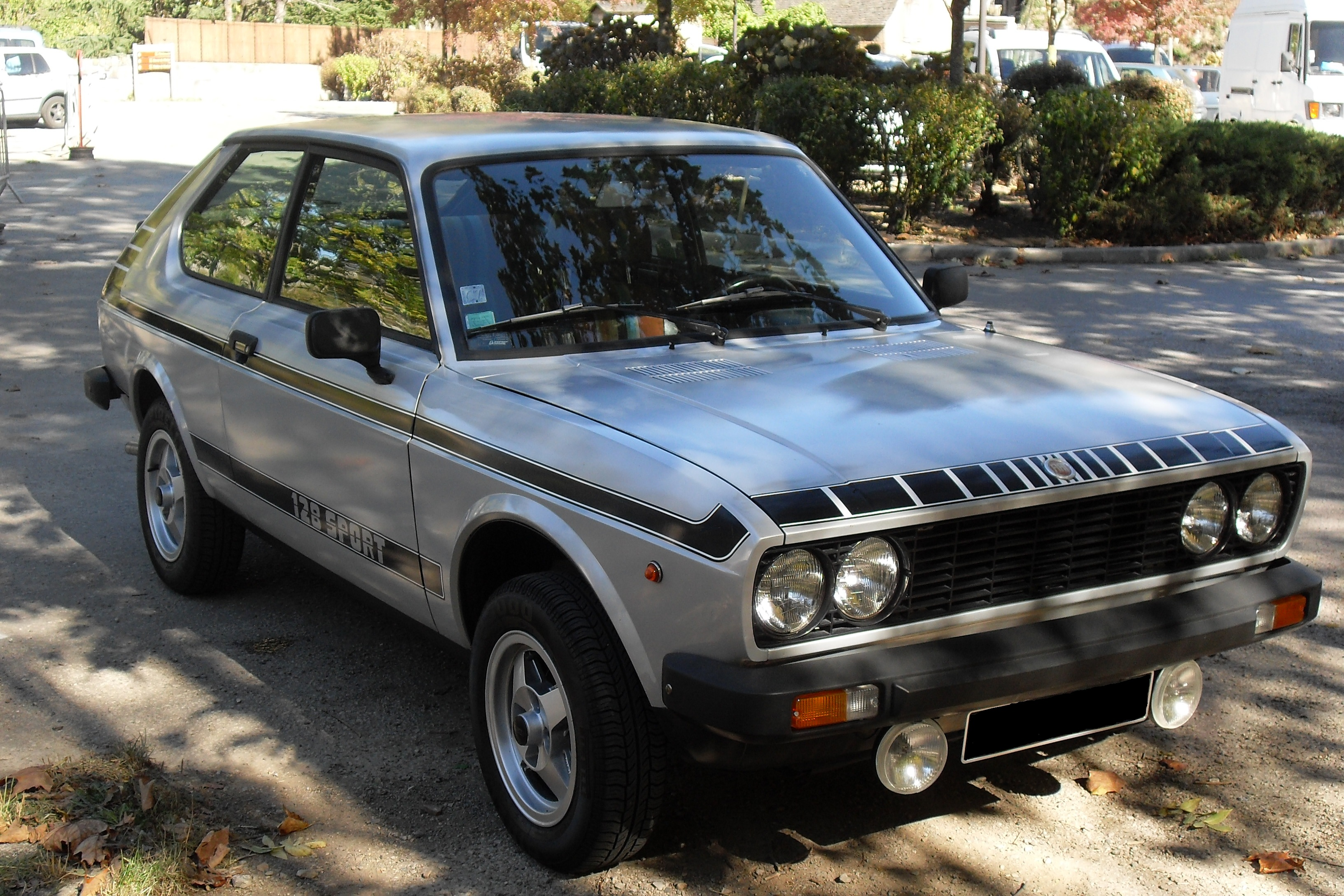
Fiat 128-3p Berlinetta "Sport",(misma decoración que la edición especial SEAT 128 Sport, ya que se trataba del mismo modelo, que por problemas de exportación las 200 unidades fabricadas en España se quedaron con denominación SEAT).

Ya cerca del fin de su producción por SEAT, en 1979 se fabricaron alrededor de 200 unidades correspondientes a la serie limitada denominada Fiat 128-3p Berlinetta "Sport", que por circunstancias, y como ocurría en multitud de ocasiones, la marca turinesa encargó montar a la fábrica de Barcelona. En principio destinados a comercializarse en los mercados internacionales, debido a problemas de tipo burocrático, no pudieron salir del país, por lo cual se comercializaron como edición limitada con el nombre de SEAT 128 Sport 1.100, siendo vendidos a los propios trabajadores de la empresa. Estas unidades, idénticas en todos los aspectos a sus homólogos de fabricación italiana, equipaban sus mecánicas originales monoárbol en culata con 1116 cm³ erogando 63 HP (DIN), limpia-lavaluneta trasero, deflector aerodinámico bajo la luna posterior, bandas adhesivas con la palabra 128 Sport en los laterales más otras más arriba constituyendo unas líneas longitudinales de color negro que rodeaban el coche por sus laterales, portón y en capo, cuadro de instrumentos con grafías y agujas en color rojo en vez de blanco, tapicería deportiva de tela estampada en los asientos, los paragolpes y molduras de los montantes de las puertas y marcos de las lunas anodizados en negro mate en vez de cromados, y las llantas tipo "Rostyle" que estos coches siempre montaron en su país de origen, y que, curiosamente, SEAT utilizó en sus SEAT 1200 Sport y posterior SEAT Sport 1200 y 1430, empleando en sus 128-3p las de orificios de ventilación circulares con el clásico tapacubos cromado, usadas también por sus SEAT 124-D versión ´75 y SEAT 131 L. Algunas unidades, salieron de fábrica equipadas con las llantas de aleación ligera "Cromodora" opcionales originalmente en estos coches. Mientras que el interior de esta versión se caracterizaba en su tapicería específica, muy llamativa que contaba con una líneas verticales que atravesaban el centro del asiento.

## Especificaciones
| SEAT                    | Motor 1200 | Motor 1430 |
| ----------------------- | --- | --- |
| Motor:                  | Transversal, 4 cilindros en línea, 4 tiempos, frontal, inclinado 17.º hacia delante. | Transversal, 4 cilindros en línea, 4 tiempos, frontal, inclinado 17.º hacia delante. |
| Cilindrada:             | 1197 cc | 1438 cc |
| Diámetro x carrera:     | 73 × 71,5 mm | 80 × 71,5 mm |
| Potencia máxima a RPM:  | 67 CV / 5600 | 77 CV / 5400 |
| Par máximo a RPM:       | 90 Nm / 3700 | 111 Nm / 3400 |
| Relación de compresión: | 8,8:1 | 9,0:1 |
| Alimentación:           | 1 carburador de doble cuerpo Bressel/Weber 32 DMTR de aspiración invertida. | 1 carburador de doble cuerpo Bressel/Weber 32 DMTR de aspiración invertida. |
| Distribución:           | válvulas en culata, paralelas, en línea e inclinadas, accionadas por empujadores, varillas y balancines. Árbol de levas lateral, en el bloque, con correa dentada exterior de neopreno                                               | válvulas en culata, paralelas, en línea e inclinadas, accionadas por empujadores, varillas y balancines. Árbol de levas lateral, en el bloque, con correa dentada exterior de neopreno                                               |
| Refrigeración:          | líquida, con circuito cerrado y depósito de expansión. Bomba centrífuga y ventilador de radiador accionado por termostato. | líquida, con circuito cerrado y depósito de expansión. Bomba centrífuga y ventilador de radiador accionado por termostato. |
| Cambio:                 | manual de 4 marchas sincronizadas y marcha atrás, tracción delantera | manual de 4 marchas sincronizadas y marcha atrás, tracción delantera |
| Suspensión delantera:   | Delantera: ruedas independientes, tipo Mac Pherson. Tipo de resorte: muelle helicoidal. Amortiguador, hidráulico telescópico. | Delantera: ruedas independientes, tipo Mac Pherson. Tipo de resorte: muelle helicoidal. Amortiguador, hidráulico telescópico. |
| Suspensión trasera::    | ruedas independientes, con triángulo transversal inferior y amortiguador solidario del buje. Tipo de resorte: ballestón transversal. Amortiguador: hidráulico telescópico. Estabilizador: el propio ballestón, sujeto en dos puntos. | ruedas independientes, con triángulo transversal inferior y amortiguador solidario del buje. Tipo de resorte: ballestón transversal. Amortiguador: hidráulico telescópico. Estabilizador: el propio ballestón, sujeto en dos puntos. |
| Frenos:                 | Discos frontales (ø227 mm), tambores traseros | Discos frontales (ø227 mm), tambores traseros |
| Dirección:              | De cremallera. Diámetro de giro: 9,8 metros. Vueltas volante, de tope a tope: 3,4. Árbol de dirección articulado. | De cremallera. Diámetro de giro: 9,8 metros. Vueltas volante, de tope a tope: 3,4. Árbol de dirección articulado. |
| Carrocería:             | Carrocería monocasco autoportante de acero | Carrocería monocasco autoportante de acero |
| Vías delante/detrás:    | 1320 mm / 1330 mm | 1320 mm / 1330 mm |
| Batalla:                | 2225 mm | 2225 mm |
| Largo x Ancho x Alto:   | 3830 mm × 1560 mm × 1260 mm | 3830 mm × 1560 mm × 1260 mm |
| Peso:                   | 850 kg | 850 kg |
| Velocidad máxima:       | 151,3 km/h | 158,4 km/h |
| 0–100 km/h:             | n/d | n/d |
| Consumo (DIN):          | n/d | n/d |